# Särö
Särö is een plaats aan de westkust van Zweden in de Zweedse gemeente Kungsbacka in de streek Halland in de provincie Hallands län. De plaats heeft 2982 inwoners (2005) en een oppervlakte van 453 hectare.
Särö is om zijn mooie omgeving een populaire bestemming voor wandelaars. Van oudsher woonden er welgestelden in Särö en er staan nog veel herenhuizen. Tegenwoordig zijn veel grote huizen opgesplitst, maar Särö heeft nog steeds de naam van een vooraanstaande woonomgeving. Er is een golfclub en een tennisvereniging.

## Verkeer en vervoer
Bij de plaats loopt de Länsväg 158.
Lang geleden was er een spoorlijn naar Göteborg. Op het tracé ligt nu een fietspad. Het karakteristieke spoorstation is thans een goedbezocht restaurant.

## Bekende (voormalige) inwoners
- Emma Green (1984), hoogspringster
- Henning Mankell (1948-2015), schrijver